# Premsa de cargol
La premsa de cargol serveix per aplacar peces de fusta planes amb fullola, fòrmica o un altre material. Normalment tenen un plat gran a la part de baix i tres plats en la superior, cadascun dels quals disposa d'un cargol mogut per un volant i una barra per acabar de fer la pressió necessària.